# Le Petit Journal

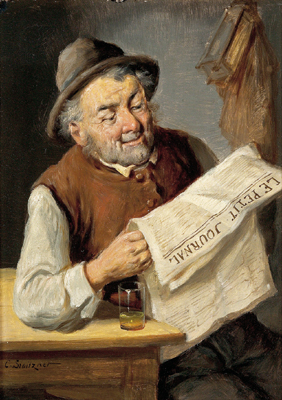
Le Petit Journal, di Konstantin Soitzner

Le Petit Journal è stato un quotidiano francese, repubblicano e conservatore, fondato da Moïse Polydore Millaud, che fu pubblicato dal 1863 al 1944. A cavallo fra il XIX e il XX secolo e fino alla prima guerra mondiale, fu uno dei quattro maggiori quotidiani francesi, con Le Petit Parisien, Le Matin e Le Journal. La sua tiratura arrivò a un milione di copie nel 1890, in piena crisi bulangista.
Collaborarono al Petit Journal Albert Londres, René Hachette, Raymond Patenôtre, Saint-Paulien, Paul-Émile Victor, Daniel-Rops, Roger Vercel, Stephen Pichon e Maxence Van Der Meersch.

## Storia
Il primo numero del Journal uscì il 1º febbraio 1863 con una tiratura di 83.000 copie, un numero considerevole per un giornale di quel periodo. Il suo fondatore, Millaud, era originario di Bordeaux e aveva iniziato come editore di bollettini finanziari e legali. Per alcuni anni era stato proprietario de La Presse, un primo giornale a pagamento. 
Nel giro di due anni il Journal stampò 259.000 copie, diventando così il più grande quotidiano di Parigi. Nel 1870 aveva raggiunto un tiratura di 340.000 copie, il doppio degli altri quotidiani più importanti messi insieme. Gran parte di questi progressi furono resi possibili dalle rotative progettate da Hippolyte Auguste Marinoni nel 1866 e installate alla tipografia del Journal nel 1872.
Nonostante gli evidenti successi, la famiglia Millaud si trovò in difficoltà finanziarie e, nel 1873, vendette le proprie partecipazioni a un gruppo guidato da Émile de Girardin. Nel 1882 Marinoni assunse il controllo del Journal, succedendo a Girardin. Nel 1884 introdusse il Supplément illustré, un supplemento domenicale che fu il primo a presentare illustrazioni a colori. La popolarità del giornale divenne tale che, nel 1889, Marinoni sviluppò una rotativa a colori in grado di stampare 20.000 fogli all'ora. Nel 1895 il supplemento veniva prodotto in un milione di copie alla settimana e il Journal aveva una tiratura di due milioni di copie, l'80% delle quali destinate alle province, diventando così il principale quotidiano francese.
A partire dai primi anni del XX secolo la crescita del giornale rallentò notevolmente. Molti dei suoi lettori erano passati al Le Petit Parisien poiché questo giornale aveva evitato di schierarsi nell'affare Dreyfus, mentre Ernest Judet, direttore del Journal, aveva adottato una linea editoriale ferventemente antidreyfusarda. Negli anni successivi Le Petit Parisien si affermò come il giornale più venduto in Francia. Nel 1914 la tiratura del Journal era scesa a 850.000 copie, nel 1919 addirittura a 400.000 copie.
Nel 1936 il Journal divenne l'organo ufficiale del Partito Sociale Francese, con il motto "Travail, Famille, Patrie", preso in prestito dalla lega Croix-de-Feu e diventato poi il motto del regime di Vichy. Nonostante il sostegno di molte personalità, tra cui il magnate della stampa Raymond Patenôtre, il suo declino continuò e, nel 1937 la tiratura media era di sole 150.000 copie.
Durante la seconda guerra mondiale la redazione centrale fu trasferita a Clermont-Ferrand nel 1940. Il giornale ricevette una sovvenzione mensile dal governo e François de La Rocque divenne presidente del consiglio di amministrazione, ma non fu possibile salvarlo e l'ultimo numero fu pubblicato nell'agosto del 1944.